# 佩雷戈
佩雷戈（義大利語：Perego），是意大利莱科省的一个市镇。总面积4平方公里，人口1729人，人口密度432.3人/平方公里（2009年）。国家统计（ISTAT）代码为097066。